# Conognatha azurea
Conognatha azurea es una especie de escarabajo del género Conognatha, familia Buprestidae. Fue descrita científicamente por Philippi en 1859.